# Versalles (Buenos Aires)
Versalles (noto anche come Versailles) è un quartiere della capitale argentina Buenos Aires. 

## Geografia
Versalles è situato nell'estremo ovest del territorio della Capitale Federale, presso il confine con la provincia di Buenos Aires segnato dall'imponente avenida General Paz. Confina a nord con Villa Real, ad est con Monte Castro e Villa Luro, a sud con Liniers e ad ovest con la località di Ciudadela, nella provincia di Buenos Aires. 
Il quartiere è delimitato dalle calles Nogoya, Irigoyen, dalle avenidas Juan B. Justo e General Paz. È per superficie uno dei più piccoli barrios della capitale argentina.

## Storia
Nel 1911 la compagnia ferroviaria dell'Ovest di Buenos Aires decise di costruire un ramo verso una zona ancora spopolata e senza nome a nord del quartiere di Liniers dove un'impresa immobiliare aveva acquisito dei lotti per urbanizzarli. Il medico dell'impresa immobiliare, dottor José Guerrico, appena rientrato da un viaggio a Parigi, suggerì di chiamare il nuovo quartiere Versailles.